# Xã Bear Creek, Quận Sevier, Arkansas
Xã Bear Creek (tiếng Anh: Bear Creek Township) là một xã thuộc quận Sevier, tiểu bang Arkansas, Hoa Kỳ. Năm 2010, dân số của xã này là 8.262 người.